# Andreas Mollandin
Andreas Mollandin, född den 4 augusti 1964 i Malmeneich, Tyskland, är en västtysk landhockeyspelare.
Han tog OS-silver i herrarnas landhockeyturnering i samband med de olympiska landhockeytävlingarna 1988 i Seoul.